# Werner Krieger
Kurt Werner Krieger (* 24. Juni 1916 in Leipzig; † 19. August 2005 in Hannover) war ein Offizier des Heeres der Wehrmacht und der Bundeswehr. In seiner letzten Verwendung war er als Brigadegeneral im Heeresamt der Inspizient für Infanterie und Panzerabwehr.

## Leben
Krieger wurde 1916 in Leipzig als Sohn eines Fabrikbesitzers geboren. Von 1936 bis 1937 war er als kaufmännischer Lehrling in Thüringen tätig. Im November 1937 trat er als Reserveoffizieranwärter beim Infanterieregiment 17 in Goslar in die Wehrmacht ein. Dort war er als Gruppenführer am Überfall auf Polen beteiligt. Anfang 1940 war er Zugführer im Infanterieersatzbataillon 17; in diesem Verband wurde er auch zum Leutnant der Reserve befördert. Anschließend war er kurz Kompanieführer im Marschbataillon zbV 31, ehe er Verwendungen als Zugführer, Ordonannanzoffizier und Bataillonsadjudant im Infanterieregiment 17 bis zum Mai 1942 übernahm. Mit diesem Verband kämpfte er in Belgien, Frankreich und Russland (Bialystok, Smolensk, Wjasma, Moskau). Am 1. September 1941 wurde er ins aktive Offizierskorps übernommen. Nach kurzen Verwendungen als Kompanieführer einer Genesenenkompanie und an der Kriegsschule Potsdam übernahm er ab November 1942 Aufgaben als Bataillonsadjudant, -führer und -kommandeur im Grenadierregiment 17. In diesen Funktionen kämpfte er in Russland bei Wjasma, Juchnow. Orel, Gomel, Bobruisk und Mogilew. Am 1. Juli 1943 wurde er zum Major befördert. Am 25. September wurde er schwer verwundet und lag bis über das Kriegsende hinaus Im Lazarett, aus dem er im Januar 1946 entlassen wurde.
Nach seiner Genesung arbeitete Krieger bis 1947 als Landarbeiter, ehe er Fördermann und Lehrhauer im Erzbergwerk Goslar wurde. 1949 übernahm er eine Stelle als Prokurist einer Kaffeerösterei in Braunschweig.
Am 1. September 1956 trat er als Major in die Bundeswehr ein, zunächst in einem Einweisungslehrgang an der Infanterieschule in Hammelburg. Anschließend wurde er im November 1959 Inspektionschef und Taktiklehrer an der Heeresoffizierschule II bis zum März 1960. Danach war er für ein Jahr Dezernent Ausbildung Offizizernachwuchs im damaligen Truppenamt, ehe er im April 1961 Kommandeur des Panzergrenadierlehrbataillons 351 wurde. Im April 1964 erfolgte seine erste ministerielle Verwendung als Hilfsreferent im Führungsstab des Heeres (FüH IV 4), ehe Krieger im April 1967 wieder zurück ins Truppenamt als Chef des Stabes beim General für Erziehung und Bildung im Heer wechselte. Im Februar 1969 übernahm er als Kommandeur die Panzergrenadierbrigade 31 in Oldenburg. Anschließend war er ab Oktober 1971 Inspizient für Infanterie und Panzerabwehr im Heeresamt in der Dienststellung als General der Infanterie. In dieser Verwendung wurde er am 15. Oktober 1973 zum Brigadegeneral befördert. Am 30. September 1975 trat Krieger in den Ruhestand.
Im Ruhestand war er Ehrenvorsitzender der Regimentskameradschaft des Infanterieregiments. Als solcher äußerte er im Jahr 2000, dass das Regiment von den Wehrmachtsverbrechen nichts gewusst habe und somit dessen Fahne rein geblieben und Anlass des Stolzes sei.

## Auszeichnungen
- Verwundetenabzeichen in Schwarz am 23. August 1943
- Deutsches Kreuz in Gold am 8. Oktober 1943
- Ritterkreuz des Eisernen Kreuzes am 31. Oktober 1944
- Verdienstkreuz 1. Klasse des Verdienstordens der Bundesrepublik Deutschland (1970)